# Steve Antin
Steven Howard "Steve" Antin (sinh ngày 19 tháng 4 năm 1958) là một diễn viên, diễn viên đóng thế, biên kịch, nhà sản xuất và đạo diễn người Mỹ.

## Cuộc đời và sự nghiệp
Antin sinh ra ở Queens, New York, là con trai của gia đình di cư người Anh và Do Thái. Ông là anh em trai của đồng nghiệp Neil Antin, Robin Antin (người sáng lập nhóm nhạc Pussycat Dolls), và nhà tạo mẫu tóc cho người nổi tiếng Jonathan Antin. Steve còn là một người đồng tính luyến ái công khai.
Ông từng đạo diễn video âm nhạc "Like Me" của nhóm Girlicious, và bộ phim ca nhạc Burlesque năm 2010, với sự góp mặt của ca sĩ nhạc pop Christina Aguilera, Stanley Tucci, Cam Gigandet, và Cher.